# Muzeum Josefa Suka

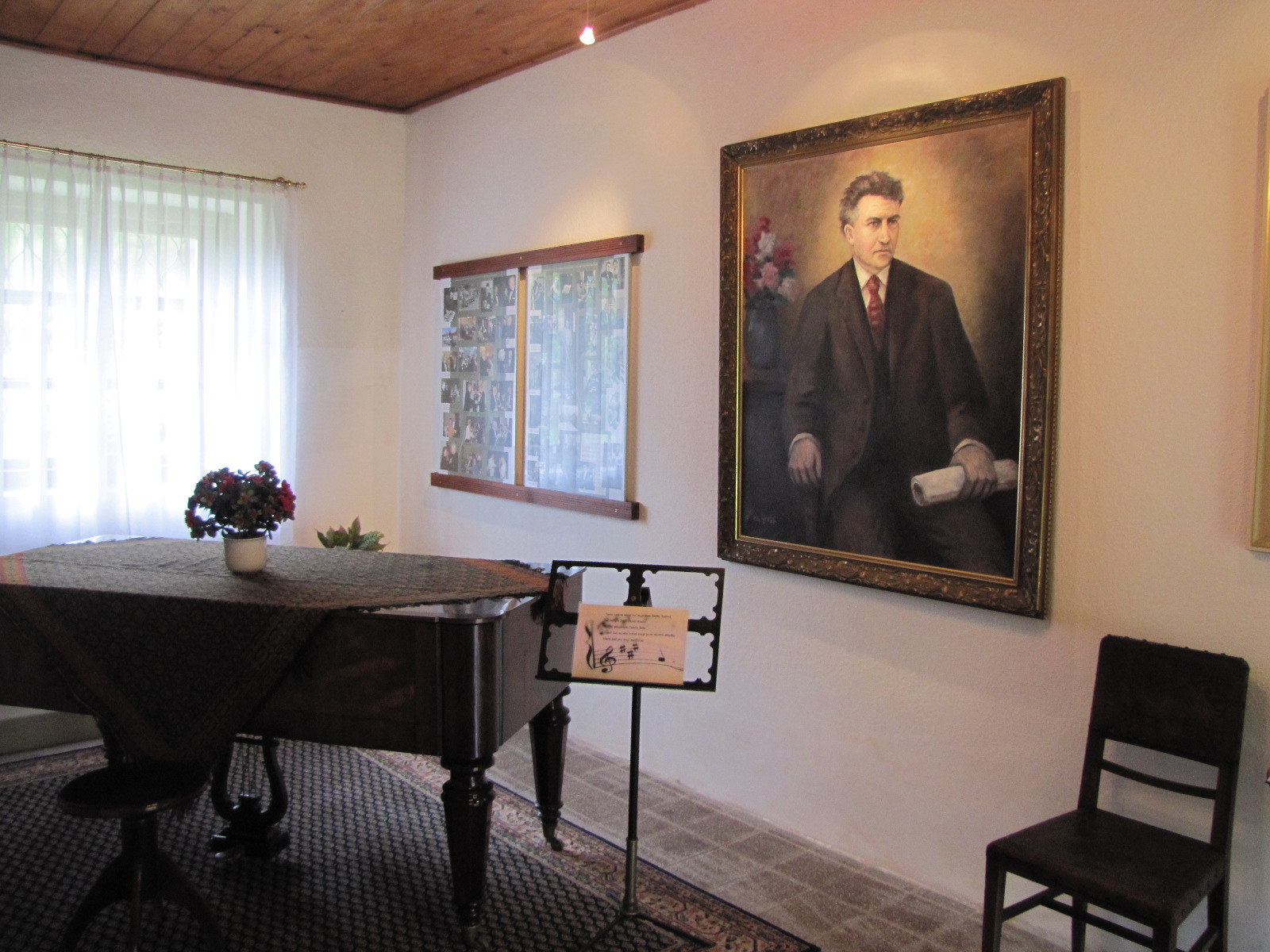
Krecovice2

Památník Josefa Suka v Křečovicích přibližuje v původním interiérovém zařízení tvůrčí i lidské osudy českého skladatele a houslisty Josefa Suka. Jsou zde vystaveny dokumenty k jednotlivým fázím jeho skladatelského vývoje, včetně působení v Českém kvartetu. Expozice obsahuje původní nábytek, obrazy, Sukův klavír zn. Bösendorfer i osobní předměty. Dokumentována je aktivita skladatelská i práce v Českém kvartetu. Památník vznikl po Sukově smrti 29. května 1935.
Muzeum se nachází v domě čp. 3, který v roce 1895 vystavěl skladatelův otec, dlouholetý křečovický učitel, ředitel školy a varhaník. Josefu Sukovi, tehdy členovi Českého kvarteta, měl sloužit k odpočinku po koncertních cestách. Do domku za ním často dojížděla řada známých osobností české hudby, mezi nimi i Antonín Dvořák či Václav Talich. Ke konci života se usadil v Benešově a domek uvolnil pro svého syna ing. Josefa Suka. Ten zde nechal zřídit muzeum, které v roce 1951 odkázal státu. V současné době spadá pod České muzeum hudby v Praze, pobočku Národního muzea. V roce 2008 prošel památník rekonstrukcí. Je také členem Asociace muzeí a galerií v České republice.

## Zajímavosti
- Nachází se zde turistická známka TZ No. 723 – Křečovice u Benešova.[2]